# Владикавказ (аэропорт)
Аэропорт Владикавказ (Беслан) (ИАТА: OGZ, ИКАО: URMO) — международный аэропорт федерального значения города Владикавказ, единственный аэропорт Республики Северная Осетия — Алания. Расположен неподалёку от города Беслана, в 26 км от Владикавказа. Занимает третье место по пассажиропотоку среди аэропортов Северо-Кавказского федерального округа. Обслуживает Владикавказ, Беслан и все остальные пункты Республики Северная Осетия — Алания, используется также жителями соседних республик (в частности, Республика Ингушетия и Республика Южная Осетия).
В 2019 году аэропорт обслужил 0,566 миллиона пассажиров и находится на 42-м месте в рейтинге аэропортов России по пассажиропотоку.

## Основная информация
Эксплуатацию аэропорта осуществляет ОАО «Международный аэропорт Владикавказ», входящее в холдинг Новапорт.
Аэродром Владикавказ включает в себя 2 рулежные дорожки и асфальтобетонную ИВПП размером 3000*45 метров, способную принимать все основные типы воздушных судов, в том числе Ту-154, Boeing 737-300, Boeing 737-400, Boeing 737-500, Boeing 737-800, Boeing 757-200, Airbus A319, Airbus A320, Airbus A321, Embraer 135/140/145/170LR/190/195; CRJ-100/200/440/700/705/850/900/1000; Sukhoi Superjet 100 и все более лёгкие, а также вертолёты всех типов.
Оборудованные места стоянок способны разместить до 15 воздушных судов одновременно.
Аэропорт имеет два терминала:
- Терминал внутренних авиалиний (для обслуживания пассажиров на внутренних воздушных линиях общей площадью 5 066 м²);
- Терминал международный авиалиний (для обслуживания пассажиров на международных воздушных линиях общей площадью 1 638 м²).

Международный аэропорт «Владикавказ» является одним из самых динамично развивающихся аэропортов Юга России по объёму перевозок, обеспечивая полный спектр услуг по обеспечению приема и выпуска воздушных судов, топливному обеспечению воздушных судов, обслуживанию пассажиров, обработке грузов, играет важную роль в обеспечении Северной Осетии, а также близлежащих республик и стран авиатранспортными услугами, постоянно совершенствует свой аэровокзальный комплекс, обеспечивающий прием и отправку пассажиров, багажа, почты и грузов, отвечающих требованиям нормативных документов, регламентирующих работу гражданской авиации.
Пропускная способность нового терминала  более 1 млн пассажиров в год. Комфорт пассажиров обеспечивается основным двухэтажным зданием аэровокзального комплекса общей площадью почти 6 тыс. кв. м, новым паркингом на 350 машиномест.

## Реконструкции аэропорта
На основании Федеральной целевой программы «Развитие транспортной системы России (2010—2015 годы)», подпрограммы «Гражданская авиация» была разработана проектная документация для реконструкции аэродромных покрытий и замены светосигнального оборудования в аэропорту Владикавказ, а также реконструкции системы охраны периметра аэропорта.
На первом этапе реконструкции, который начался в 2007 году, была заменена часть бетонного покрытия и устранены наиболее серьёзные повреждения.
В ноябре 2013 года проектная документация второго этапа реконструкции получила положительное заключение в ФАУ «Главгосэкспертиза России».
14 ноября 2013 года ФГУП «Администрация гражданских аэропортов (аэродромов)» объявило открытый конкурс на право заключения договора строительного подряда на выполнение строительно-монтажных работ по замене периметрового ограждения с техническими средствами охраны". Победителем конкурса стало ООО «Транскомплектстрой» (г. Москва). Стоимость работ — более 163 млн руб.
29 ноября 2013 года ФГУП «Администрация гражданских аэропортов (аэродромов)» объявило о проведении открытого конкурса на право заключения договора строительного подряда на выполнение строительно-монтажных работ по строительству взлётно-посадочной полосы с искусственным покрытием, системы электроснабжения, рулёжных дорожек, мест стоянки и замены светосигнального оборудования. Победителем второго конкурса было признано ООО «Стройновация» (г. Москва). Стоимость работ — 1,8 млрд руб.
С 19 июня 2014 года начались работы по реконструкции полосы.
Во время первого этапа реконструкции аэропорт «Владикавказ» работал с 09:00 утра до 19:00 вечера, работы по реконструкции выполнялись с 19:00 вечера до 08:30 утра следующего дня.
Во время второго этапа реконструкции в период замены покрытия центральной части ИВПП с 14 сентября 2014 года по 02 декабря 2014 года аэропорт был закрыт для полетов всех типов воздушных судов.
3 декабря 2014 года Международный аэропорт «Владикавказ» принял первый пассажирский рейс после реконструкции.
Окончание работ по ливневой канализации и замене светосигнального оборудования состоялось позже, в конце декабря 2014 года.

## Авиакомпании и направления
Согласно осенне-зимнему расписанию 2021 года, в Международном аэропорту «Владикавказ» осуществляются рейсы следующих авиакомпаний по направлениям:
По состоянию на весенне-осенний период 2025 года (с 1.05.2025 по 25.10.2025 г).
| Авиакомпания               | Пункт назначения        | Частота выполнения          | Номер рейса     | Тип воздушного судна        |
| -------------------------- | ----------------------- | --------------------------- | --------------- | --------------------------- |
| Победа                     | Санкт-Петербург Пулково | Ежедневно                   | DP-507 DP-508   | Boeing 737-800              |
| Победа                     | Москва Внуково          | Ежедневно                   | DP-195 DP-196   | Boeing 737-800              |
| S7 Airlines                | Москва Домодедово       | Ежедневно                   | S7-2153 S7-2154 | Boeing 737-800              |
| Уральские авиалинии        | Москва Домодедово       | Ежедневно                   | U6 1388         | Airbus А320                 |
| Ютейр                      | Москва Внуково          | Ежедневно                   | UT 396          | Boeing 737-800              |
| Победа                     | Стамбул                 | Сезонно                     | DP 861          | Boeing 737-800              |
| Победа,Уральские авиалинии | Анталья                 | Сезонно                     | DP 790, U6 1524 | Boeing 737-800, Airbus А321 |
| Red Wings                  | Сочи                    | Сезонное: четверг и суббота | WZ 4335         | Sukhoi Superjet 100         |
| Победа                     | Москва Шереметьево      | Ежедневно                   | DP-6905 DP-6906 | Boeing 737-800              |

## История развития

### Советский период
Официальной датой образования аэропорта считается 1936 год, когда в Северной Осетии, одной из первых в Кавказском регионе, начались пассажирские перевозки на самолётах ПО-2 в Ростов-на-Дону и Астрахань.
В годы Великой Отечественной войны Северная Осетия сформировала и расположила на своей территории эскадрилью боевых самолётов-истребителей под командованием Ибрагима Дзусова. В послевоенные годы он стал первым начальником аэропорта.
В 1963 году начальником аэропорта г. Беслана был назначен Икоев Сергей Георгиевич, подполковник в отставке, участник Великой Отечественной войны, летчик-истребитель первого класса. Икоев С.Г. успешно руководил аэропортом в течение 26 лет.
В 1979 году при непосредственном участии Икоева С.Г. началось строительство современного аэропортового комплекса. В аэропорту были установлены такие современные средства управления воздушным движением, как курсо-глиссадная система, новый обзорный и посадочный радиолокаторы, радиотехническая система ближней навигации (РСБН).
По официальным сведениям газеты «Социалистическая Осетия», 26 декабря 1981 года для приемки в эксплуатацию новой взлетной полосы Северо-Кавказское управление гражданской авиации на самолёте «Ту-154» (командир А. А, Аленин) выполнен технический рейс по маршруту Ростов-на-Дону — Орджоникидзе (Беслан). Регулярные пассажирские рейсы самолётов «Ту-154» начались с 11 февраля 1982 года рейсом МТУ № 1269/1270 Москва (Внуково) — Орджоникидзе (Беслан).
Аэропорт принимал воздушные суда по минимуму первой категории.
Середина и конец 1980-х ознаменовались расцветом аэропорта — выполнялись рейсы в Киев, Баку, Ереван, Тбилиси, Сочи, Ленинград, Волгоград, Краснодар, Душанбе, Казань, Ростов-на-Дону и другие города. Также в этот период обострилось положение на Северном Кавказе, когда аэропорту пришлось работать в интенсивном режиме — за короткий промежуток времени было принято сто двадцать самолётов Ил-76. После этого пришлось выполнить огромный объём работ по реконструкции аэропорта и искусственной взлетно-посадочной полосы в особенности.

### Современный период
С 1991 года аэропорт Владикавказ эксплуатировал вертолёты Ми-8МТВ-1, выполняя работы по обслуживанию хозяйственной деятельности в республике Северная Осетия — Алания, работы по обнаружению, ликвидации пожаров и охране лесов в Турецкой республике, работы по перевозке пассажиров и грузов по труднодоступным населённым пунктам в королевстве Непал.
В 1992 году аэропорт «Орджоникидзе» переименован в аэропорт «Владикавказ».
В 1994 году аэропорт «Владикавказ» переименован во «Владикавказское авиационное предприятие», одновременно начав эксплуатацию самолётов типа ЯК-40.
В 1993 году, после начала осетино-ингушского конфликта, в ряде районов Северо-Осетинской ССР был введён режим чрезвычайного положения. Аэропорт «Владикавказ» входил в зону режима с 31 июля 1993 года по 2 декабря 1994 года.
В 1998 году аэропорту был присвоен статус международного авиатранспортного узла.
С 1998 по 2009 год в аэропорту Владикавказ базировалась авиакомпания "Алания", в эксплуатации находились самолеты Ту-134А и Як-42. Авиакомпания выполняла полеты по РФ и международные полеты (Шарджа, Дубай, Римини, Стамбул, Анталия и др.).
В период с 2007 по 2014 год в аэропорту проходила масштабная реконструкция, возобновились регулярные рейсы по международным направлениям.
В 2014 году реконструирована взлётно-посадочная полоса в аэропорту Владикавказа. На эти цели из федерального бюджета выделено 2,5 млрд рублей
В 2015 году в ходе реконструкции установлено новое светосигнальное оборудование.
В 2017 году Международный аэропорт «Владикавказ» вошёл в состав холдинга «Новапорт», объединяющем 17 аэропортов России.
В период с 2017 по 2019 годы в аэропорту модернизирована инфраструктура, произведена реконструкция залов прилета и вылета аэропорта, открыты новые залы повышенной комфортности, закуплена аэродромная техника, существенно расширилась география полётов, планируется начало строительство нового терминала внутренних воздушных линий.
В августе 2019 года в аэропорту начал базироваться первый вертолёт санавиации, предназначенный для использования в случае серьёзных ДТП и для доставки пострадавших из труднодоступных районов.
В октябре 2019 года Международный аэропорт «Владикавказ» провёл первый официальный споттинг.
В ноябре 2019 года аэропорт впервые в своей истории обслужил полумиллионного пассажира с начала года.
В декабре 2020 года в аэропорту был подписан договор на строительство нового терминала.
В декабре 2020 года Международный аэропорт «Владикавказ» провёл второй официальный споттинг, участниками которого стали более 10 споттеров со всей России.
В январе 2021 года в аэропорту началось строительство нового современного терминала.
13 декабря 2022 года состоялось открытие нового современного терминала.

## Показатели деятельности
| год             | 2014   | 2015   | 2016   | 2017   | 2018   | 2019   | 2020   | 2021   | 2022   | 2023  |
| тыс. пассажиров | ▲193,5 | ▲338,0 | ▲369,3 | ▼349,7 | ▲448,6 | ▲565,6 | ▼487,1 | ▲705,8 | ▲797,1 | 916,6 |
| Источники:      |        |        |        |        |        |        |        |        |        |       |

## Транспорт в аэропорт
Аэропорт расположен рядом с пересечением федеральной трассы Кавказ Р217 Европейского маршрута E50.
Общественным транспортом аэропорт мало связан с Автовокзалом № 1 г. Владикавказ (маршрутное такси отправляется в 12:00 с Автовокзала № 1, в 13:30 из аэропорта).
Также в аэропорту работают службы такси.